# Edwin Montaño
Edwin Jesús Montaño Aliendres (30 giugno 1978) è un pallavolista venezuelano naturalizzato portoricano.
Gioca nel ruolo di centrale e opposto nei Gigantes de Carolina.

## Carriera
La carriera di Edwin Montaño inizia in Venezuela, dove prende parte alle competizioni locali con la formazione statale di Anzoátegui. Per motivi di studio si reca in Porto Rico, dove partecipa alla Liga Atlética Interuniversitaria con la American University of Puerto Rico.
Nella stagione 2005 inizia la carriera professionistica nella Liga de Voleibol Superior Masculino: in seguito al mancato ottenimento della naturalizzazione, salta il suo ingaggio coi Nuevos Gigantes de Carolina, motivo per il quale approda ai Playeros de San Juan, dove viene tesserato come straniero. Nella stagione seguente, una volta ottenuta la cittadinanza portoricana, viene ingaggiato Nuevos Gigantes de Carolina, dove gioca per due annate.
Nel campionato 2008 viene ingaggiato dai Plataneros de Corozal, che però lascia nel corso dell'annata per approdare ai Mets de Guaynabo, dove inizia una lunga militanza di sei stagioni e mezza, raggiungendo quattro volte le finali scudetto, vincendone una, nonché raccogliendo nel campionato 2010 anche alcuni riconoscimenti individuali.
Nella stagione 2015 fa ritorno ai Gigantes de Carolina, raggiungendo ancora una finale scudetto, questa volta persa contro la sua ex franchigia.

## Palmarès

### Club
- Campionato portoricano: 1

2013-14

### Premi individuali
- 2010 - Liga de Voleibol Superior Masculino: All-Star Team
- 2010 - Liga de Voleibol Superior Masculino: Offensive Team